# فورد رومانی
فورد رومانی (انگلیسی: Ford Romania) شرکت خودروسازی رومانیایی است، که در سال ۲۰۰۸ توسط شرکت فورد تأسیس شد.